# Nishi-ku (Saitama)
Nishi-ku (jap. 西区, dt. „Westbezirk“) ist ein Stadtbezirk (ku) der japanischen Stadt Saitama.  Nishi liegt am Fluss Arakawa in der Nähe von Tokio.

## Geschichte
Als eigenständige Stadt mit über 450.000 Einwohnern war Ōmiya (大宮市, -shi) bis 2001 der Verwaltungssitz der Präfektur Saitama auf Honshū, der Hauptinsel von Japan. Am 1. Mai 2001 wurde Ōmiya als Stadt (Shi) aufgelöst und mit Urawa, Yono und Iwatsuki zur neuen Präfekturhauptstadt Saitama zusammengelegt, in der die ehemalige Stadt Ōmiya die nördlichen Stadtbezirke Ōmiya, Kita, Nishi und Minuma bildet.

## Verkehr

### Straße
- Nationalstraße 17 nach Tōkyō oder Niigata
- Nakasendō

### Zug
- JR Kawagoe-Linie, Bahnhof Nisshin, Bahnhof Sashiogi